# Màu điều nhuộm

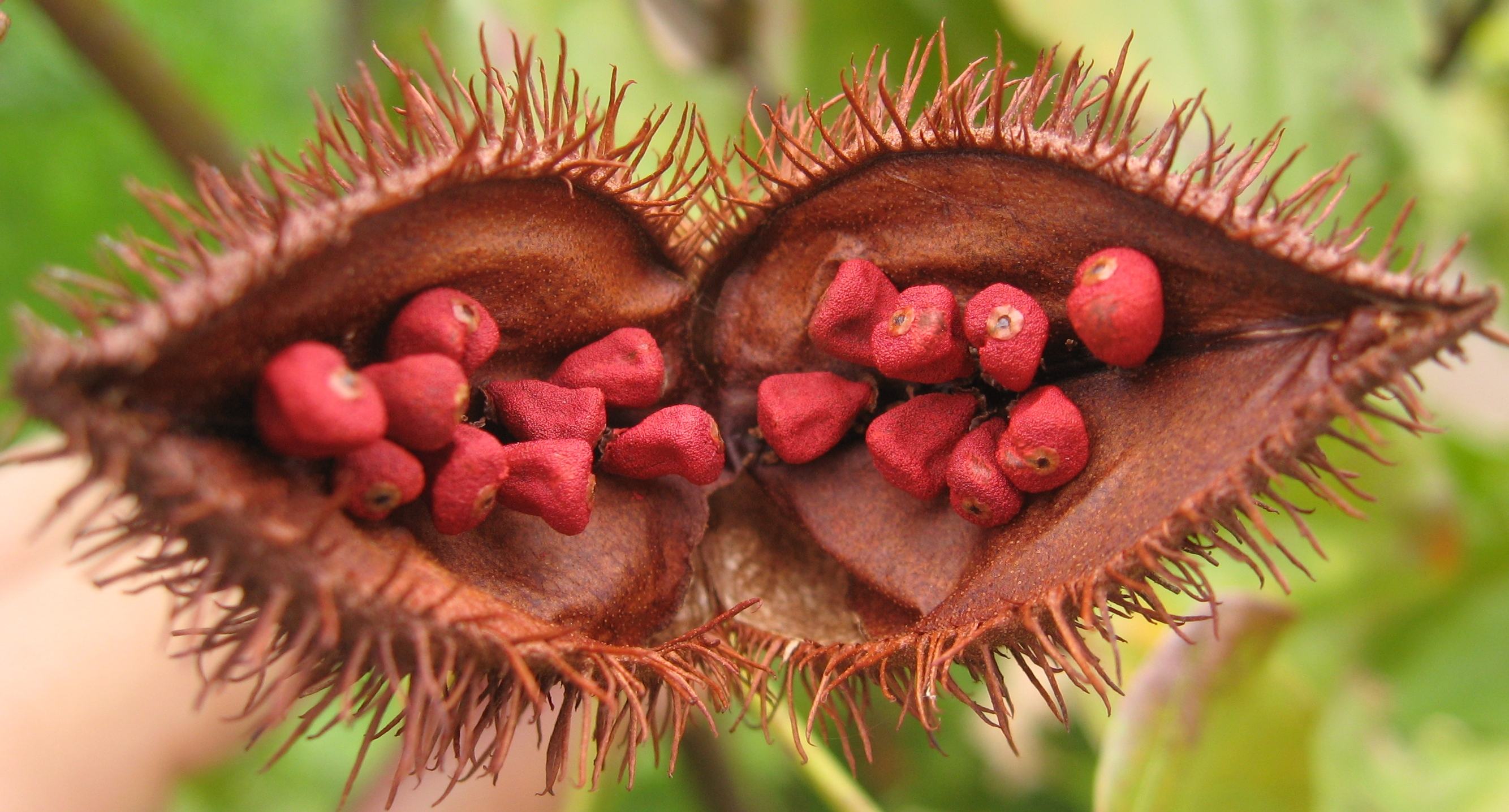
Quả tách sẵn của cây điều nhuộm (bixa orellana), cho thấy các hạt mà từ đó màu điều nhuộm được tách ra.

Màu điều nhuộm (annatto), đôi khi được gọi là roucou hay achiote, được tìm thấy trong các hạt giống của loài cây điều màu (achiote) ở các vùng nhiệt đới hay cận nhiệt đới trên toàn thế giới. Hạt là nguồn sản xuất một loại chất tạo màu và hương vị gốc carotenoit cho thực phẩm, có màu vàng hoặc màu cam. Hương thơm của nó được mô tả "cay nhẹ với hương nhục đậu khấu thoang thoảng" còn vị thì "hơi giống hạt phỉ, ngọt và cay".
Trong chế biến thương mại, màu điều nhuộm được trích từ phần vỏ và thịt quả màu đỏ bao quanh hạt của quả điều màu (Điều nhuộm).Theo lịch sử, nó đã được sử dụng để nhuộm màu các loại pho mát (Cheddar, Gloucester, Red Leicester), các sản phẩm của pho mát (America cheese, Velveeta), và thực phẩm dạng phết từ sữa (bơ, bơ thực vật). Màu điều nhuộm cũng có thể được sử dụng để tạo màu cho một số thực phẩm không liên quan đến sữa như cơm,bột Bird's Custard, các món nướng, gia vị, khoai tây đã chế biến, thức ăn nhẹ, ngũ cốc điểm tâm và cá hun khói. Nó cũng có liên quan đến những trường hợp dị ứng thực phẩm.
Màu điều nhuộm thường được sử dụng trong ẩm thực châu Mỹ La Tinh và vùng Caribe để làm chất tạo màu và hương vị. Người dân bản địa Trung và Nam Mỹ sử dụng hạt giống trong nghệ thuật vẽ lên thân thể và làm son môi. Vì lý do này, cây điều nhuộm đôi khi cũng được gọi là "cây son môi". Cây điều nhuộm có nguồn gốc ở Nam Mỹ và đã lan rộng đến nhiều vùng ở Châu Á, nó cũng phát triển ở các vùng nhiệt đới và cận nhiệt đới trên thế giới, bao gồm Trung Mỹ, Châu Phi và Châu Á. Quả hình trái tim có màu nâu hoặc nâu đỏ khi chín, và được bao phủ bởi một lớp lông cứng, thẳng và ngắn. Khi chín hoàn toàn, quả sẽ tự tách ra, để lộ nhiều hạt đỏ thẫm bên trong. Bản thân quả thì không ăn được, tuy nhiên phần thịt có màu cam - đỏ bao quanh hạt thì được sử dụng để làm chất tạo màu cho thực phẩm, có màu vàng hoặc đỏ. Thuốc nhuộm từ cây điều nhuộm được làm ra bằng cách nghiền các hạt hay đun sôi trong nước hoặc dầu.

## Lịch sử và ứng dụng

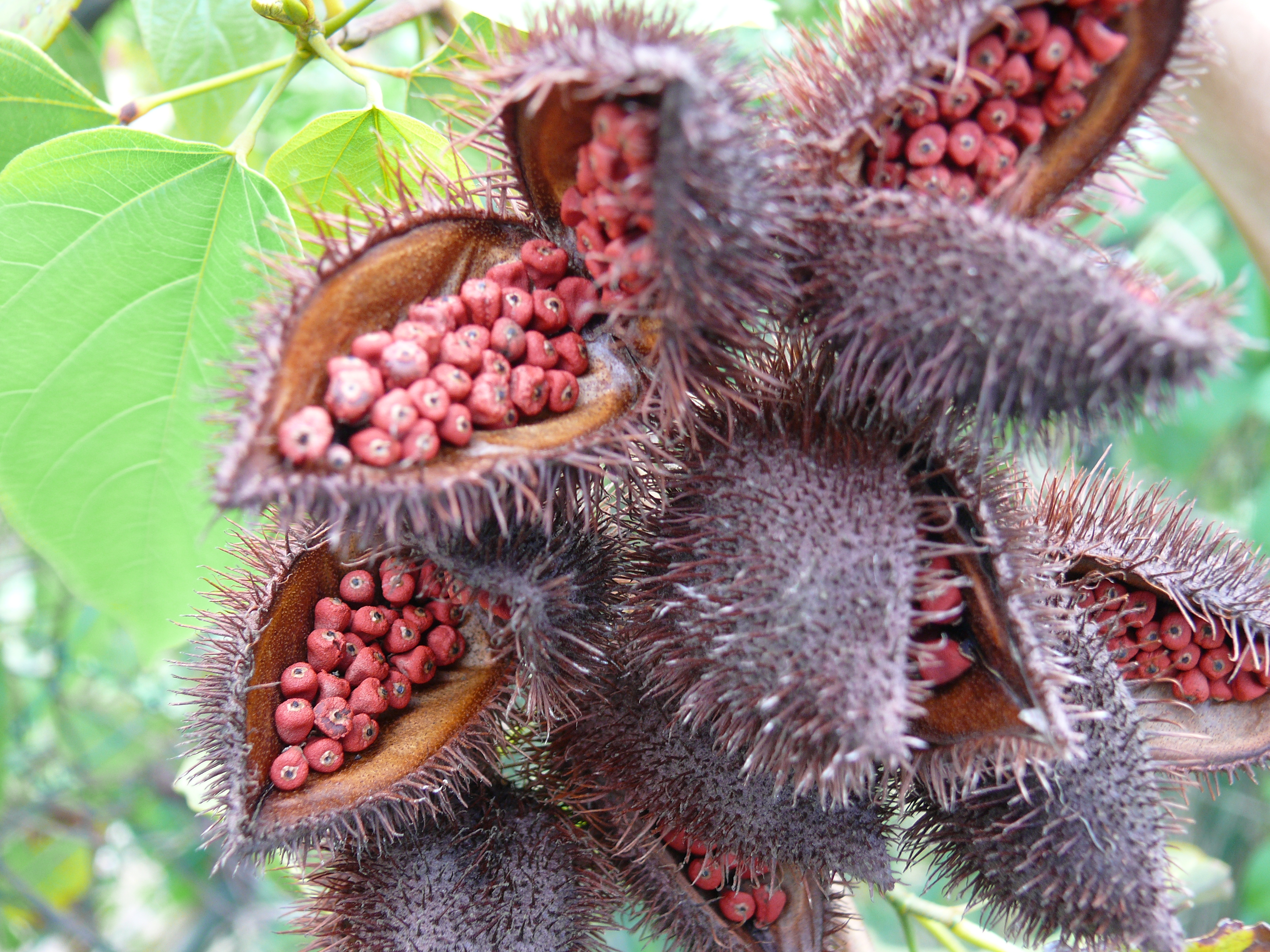
Vỏ quả điều nhuộm, cho thấy rõ các hạt màu đỏ.

Tên gọi của màu điều nhuộm theo bảng phân loại Linnaena (Bixa orellana L.) được đặt theo tên của Chinh tướng Francisco de Orellana trong chuyến thám hiểm sông Amazon của ông.
Màu điều nhuộm được tin là bắt nguồn ở Brazil, nơi mà nó được gọi là urucum. Có lẽ là ban đầu nó đã không được sử dụng làm phụ gia thực phẩm, nhưng cho mục đích khác, chẳng hạn như trong Nghệ thuật vẽ lên thân thể, chữa chứng ợ nóng và đau dạ dày, chất chống nắng, chất xua côn trùng, và để xua đuổi ma quỷ . Nó đã được sử dụng lâu đời trong các nền văn hóa bản địa Caribe và Nam Mỹ, nơi mà cả quả và cây đều được gọi một cách phổ biến là achiote hay bija. Người Aztec cổ đại gọi nó là achiotl, và nó đã được sử dụng trong các bản vẽ phác thảo Mexico vào thế kỷ 16.
Ở Ấn Độ, màu điều nhuộm còn được biết đến với tên gọi "sindoor" và được xem như là điềm lành cho những phụ nữ đã lập gia đình. Bôi "sindoor" lên trán ngay cạnh đường tóc thể hiện rằng người phụ nữ đó đã lập gia đình. Ở Philippines, màu điều nhuộm còn được gọi là asuete và được sử dụng làm chất tạo màu thực phẩm trong các món ăn truyền thống.

### Tạo màu thực phẩm
Sử dụng màu điều nhuộm để tạo màu đã là một đặc điểm truyền thống của pho mát Gloucester kề từ thế kỷ 16 khi mà các nhà sản xuất pho mát chất lượng thấp hơn sử dụng chất tạo màu để thay thế cho màu cam mà chỉ đạt được bởi các nhà sản xuất pho mát giỏi nhất. Trong suốt các tháng mùa hè, lượng carotene cao trong cỏ sẽ cho sữa một màu cam đặc biệt, và theo đó ảnh hưởng đến pho mát. Màu cam này được xem như là biểu hiện của loại pho mát tốt nhất và đó là lý do tại sao thói quen thêm màu điều nhuộm vào pho mát đã lan rộng đến các vùng ở Anh, với pho mát Cheshire và Red Leicester, cũng như pho mát dày (cheddar) có màu ở Scotland, tất cả đều sử dụng màu nhuộm tự nhiên này.
Nhiều nền ẩm thực ở châu Mỹ La Tinh theo truyền thống sử dụng màu điều nhuộm trong các công thức nấu ăn nguyên bản của Tây Ban Nha, mà thường yêu cầu dùng saffron; ví dụ như trong món arroz con pollo, để cho cơm có màu vàng. Ở Venezuela, màu điều nhuộm (tiếng địa phương thường gọi là onoto ) được sử dụng để làm các món ăn như hallacas, perico và các món ăn truyền thống khác. Ở Brazil, cả màu điều nhuộm  và cây (Bixa orellana L.) đều được gọi là urucum, còn bản thân màu nhuộm cũng có thể được gọi là colorau.
Ở Châu Âu, màu điều nhuộm có số E là E160b. Ở Mỹ, chiết xuất từ màu điều nhuộm được liệt vào danh sách phụ gia thực phẩm "không chứng nhận" và không được chính thức xem là chất tạo màu tự nhiên. Thực phẩm được tạo màu bởi màu điều nhuộm có thể công bố phần tạo màu của phần kê nguyên liệu là "tạo màu với màu điều nhuộm" hoặc "có màu điều nhuộm" .

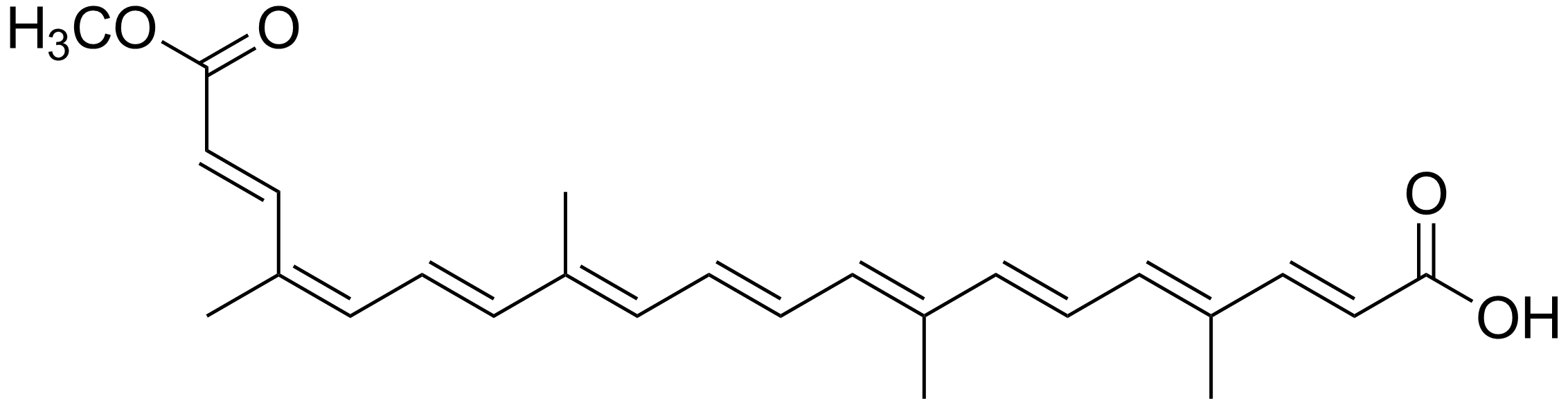
Bixin, apocarotenoit chính trong màu điều nhuộm

Màu vàng hoặc cam được tạo ra bởi hợp chất hóa học bixin và norbixin, mà được phân loại là carotenoit. Phẩm màu tan trong chất béo có được từ phần chiết tách thô được gọi là bixin, mà sau đó có thể được xà phòng hóa thành norbixin tan được trong nước. Tính chất tan trong hai hệ như thế này là rất hiếm đối với carotenoit. Hạt có chứa 4.5 - 5.5% chất màu, gồm khoảng 70 - 80% bixin. Không giống như beta-carotene, một carotenoit nổi tiếng khác, chất màu gốc màu điều nhuộm không phải là tiền chất vitamin A. Lượng norbixin trong màu điều nhuộm càng cao, thì màu sẽ càng vàng hơn; lượng bixin cao hơn nữa sẽ làm màu ngả sang cam bóng.

## Lợi ích sức khỏe
Màu điều nhuộm là một nguồn tocotrienol cao, là những chất chống oxy hóa có cấu trúc và chức năng tương tự như vitamin E. Các hợp chất tocotrienol từ màu điều nhuộm và các nguồn khác như dầu cọ và cám gạo là chủ đề của các nghiên cứu dinh dưỡng và y học hiện nay, từ khi mà chúng được cho là có khả năng ngăn ngừa ung thư vì hiệu ứng chống tạo mạch của chúng. Hạt điều nhuộm, không giống như cám gạo hay dầu cọ, không chứa bất kỳ hợp chất tocopherol nào, vì thế nó là một nguồn hợp chất tocotrienol tinh khiết tự nhiên.
Ở các nước đang phát triển, như Colombia nói riêng, người dân với thu nhập thấp và ít tiếp cận với nguồn y dược hiện đại thường sử dụng các bài thuốc cổ truyền và thuốc thảo dược để điều trị các chứng nhiễm trùng thông thường. Achiote cũng là một trong những loại thảo dược được sử dụng ở Colombia để trị các chứng nhiễm trùng do vi khuẩn. Bên cạnh những lợi ích sức khỏe đã biết có được từ xanthophyll, một loại sesquiterpene hoạt động sinh học có từ achiote cũng thể hiện hoạt tính kháng nấm trung bình. Những đồng phân của norbixin được tìm thấy trong chiết xuất của màu điều nhuộm chịu trách nhiệm cho hoạt tính kháng khuẩn, đặc biệt là vi khuẩn gram dương.

## Thận trọng
Màu điều nhuộm thì an toàn với hầu hết mọi người khi dùng trong thực phẩm; Nhưng nó có thể gây ra những phản ứng dị ứng hiếm gặp với những ai khá mẫn cảm. Màu điều nhuộm có liên quan đến những trường hợp dị ứng với thực phẩm, nhưng nó không nằm trong nhóm tám món gây dị ứng (sữa bò, trứng, hạt lạc, các loại hạt dẻ, cá, sò, đậu nành và lúa mì), những món mà chịu trách nhiệm cho hơn 90% phản ứng dị ứng thực phẩm.
Các loại màu thực phẩm tự nhiên, chẳng hạn như chiết xuất màu điều nhuộm đã không được điều tra nghiên cứu rộng rãi như các chất gây dị ứng tiềm tàng. Trong một nghiên cứu vào năm 1978, với 61 bệnh nhân bị phát ban hay sưng phù. 56 bệnh nhân bị kích thích vùng miệng bởi chiết xuất màu điều nhuộm trong một chế độ ăn loại trừ. Một thử nghiệm đã được thực hiện với một lượng thuốc tương đương với lượng màu điều nhuộm sử dụng trong 25g (0.88 oz) bơ. 26% bệnh nhân phản ứng với màu này 4 giờ sau khi uống, tệ hơn so với màu đỏ tía (9%) hay các chất nhuộm tổng hợp như Tartrazine (11%),  Sunset Yellow FCF (17%), Food Red 17 (16%), Ponceau 4R (15%), erythrosine (12%) và Brilliant Blue FCF (14%).